# Johann Friedrich Gmelin
Johann Friedrich Gmelin (8. srpna 1748 – 1. listopadu 1804) byl německý přírodovědec, botanik a entomolog.
Johann Friedrich Gmelin se narodil jako nejstarší syn Phlipa Friedricha Gmelina v roce 1748 v Tübingenu. Až do roku 1769 studoval medicínu na Tübingerské univerzitě, později se stal asistentem profesora medicíny na též univerzitě. V roce 1773 se stal profesorem filozofie a asistentem profesora medicíny, tentokrát na univerzitě v Göttingenu. V roce 1778 se stal profesorem medicíny, chemie, botaniky a mineralogie, v roce 1804 zemřel v Göttingenu.
Za svůj život vydal několik učebnic s tematikou chemie, farmaceutické vědy, mineralogie a botaniky. V roce 1788 publikoval též 13. (vylepšené a rozšířené) vydání Linnéova díla Systema Naturae; Gmelinova edice byla oficiálně uznána za rovnocennou s předchozími dvanácti vydáními od samotného Linného a náležející do původní řady.
Mezi jeho studenty patřil Georg Friedrich Hildebrandt, Carl Friedrich Kielmeyer, Friedrich Stromeyer nebo Wilhelm August Lampadius. Byl otcem Leopolda Gmelina.

## Publikace
- Allgemeine Geschichte der Gifte, 1776/1777
- Allgemeine Geschichte der Pflanzengifte, 1777
- Allgemeine Geschichte der mineralischen Gifte, 1777
- Einleitung in die Chemie, 1780
- Beyträge zur Geschichte des teutschen Bergbaus, 1783
- Ueber die neuere Entdeckungen in der Lehre von der Luft, und deren Anwendung auf Arzneikunst, 1784
- Grundsätze der technischen Chemie, 1786
- Grundriß der Pharmazie, 1792
- Geschichte der Chemie, 1799
- Allgemeine Geschichte der thierischen und mineralischen Gifte, 1806